# Сомелье

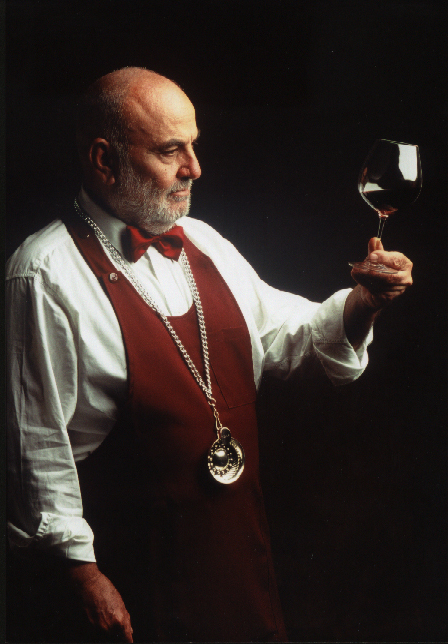
Сомелье проверяет внешние признаки вина

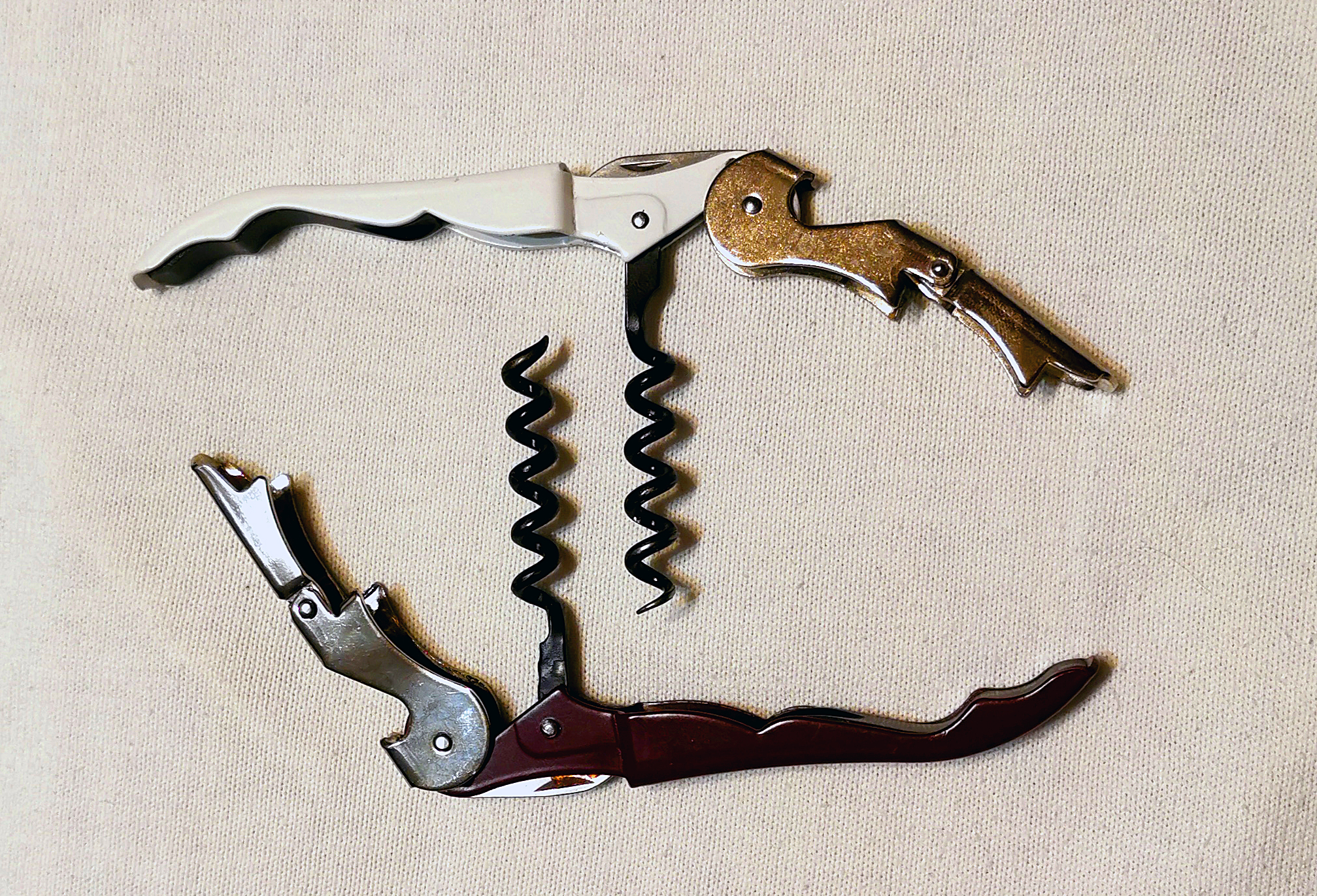
Основной рабочий инструмент сомелье — нож сомелье

Сомелье́ (несклоняемое существительное) (фр. sommelier, [sɔməlje]), или виноче́рпий (устар., не используется) — работник ресторана, который сервирует вино и другие алкогольные напитки, и помогает гостям в их выборе. В соответствии с приказом Министерства труда и социальной защиты РФ от 7 мая 2015 г. N 283н официально установленная профессия, для которой существует профессиональное образование и список трудовых функций, включающий в себя оказание услуг по обслуживанию гостей ресторанов вином и прочими напитками, организацию работы винного погреба, управление деятельностью сотрудников службы сомелье и некоторые другие функции.

## Этимология и история
Слово sommelier предположительно происходит от старопрованского слова sauma, которое переводится как «вьючное животное» или «груз вьючного животного». Первое упоминание слова относится к 1316 году, в дословном переводе оно означало погонщика вьючного животного. Позднее термин стал обозначать не просто погонщика вьючного скота, а прислужника при французской знати, который отвечал за сохранность их вещей при транспортировке. Позднее обязанности сомелье стали включать в себя выбор и закупку вин и провианта, и сервировку стола согласно этикету.
Созданию отдельной профессии сомелье и кардинальной перемене французской гастрономической культуры способствовала Французская Революция. Высокие налоги на вино в Париже увеличивали стоимость ввозимого в город вина примерно в три раза и служили одним из главных источников дохода казны. Высокие пошлины стали одной из причин социального взрыва. Так, сделанная одним из восставших, надпись на Барьер де Нейи гласила: «наконец мы пьём вино за 4 су, за которое слишком долго платили 12 су». После свержения монархии налог на ввоз вина в столицу был официально отменён 1 мая 1791 года.
После революции подешевевшее вино стало существенно более доступным для потребления. До революции обязанности сомелье зачастую выполняли шеф-повара при дворе французской аристократии. При смене социального строя повара остались безработными, и некоторые из них начали открывать свои собственные небольшие заведения, чтобы готовить для широкой публики. Появление ресторанов в начале XIX века и повышение доступности вина способствовали созданию профессии сомелье в более близком к современному смысле. К 1829 году относится первое упоминание сомелье как сервирующего вино работника ресторана.
Во второй половине XX века были созданы ключевые международные объединения сомелье. 4 июня 1969 года во Франции была основана Международная Ассоциация сомелье — Association de la Sommellerie Internationale, некоммерческая организация, целью которой является развитие профессии и поддержка национальных ассоциаций сомелье. В том же году в Великобритании был создан Court of Master Sommeliers — образовательная организация, подтверждающая квалификацию сомелье, их знания, навыки и владение стандартами сервиса.
В XXI веке популярность профессии возросла благодаря массовой культуре, например, выходу в 2012 году американского документального фильма «SOMM». Кинокартина посвящена подготовке четырёх кандидатов к сложному экзамену на титул Master of Sommelier.

## Обязанности сомелье
- Ключевой обязанностью сомелье является сервис вин и других алкогольных напитков гостям ресторана. Сервис включает в себя помощь гостю в выборе вин в соответствии с его вкусами, рекомендации гастрономических сочетаний вин с блюдами ресторана, выбор температуры подачи напитков, типов бокалов, проверка качества вина перед подачей и т. п.
- Составление винной карты ресторана, соответствующей формату заведения, конкретной кухне и блюдам.
- Организация условий хранения вина, в которых оно сохраняет свои качества, и подбор аксессуаров для подачи вина.
- Обучение персонала заведения, официантов и бартендеров, навыкам сервиса вина и их знакомство с винной картой.

Базовое образование будущие сомелье получают в специальных учебных заведениях, лицензируемых Департаментами образования федеральных, региональных или муниципальных уровней. Проверить наличие лицензии на образовательную деятельность произвольной организации можно на сайте Федеральной службы по надзору в сфере образования и науки РФ. Профессиональному развитию сомелье помогают также дополнительное изучение литературы о вине и виноделии, посещение винодельческих регионов, тренинги по сервису вина и т. п. Поэтическое определение роли сомелье дал победитель мирового конкурса 1989 года Серж Дюбс: «Сомелье должен вдохнуть в вино свою душу. Его талант заключается в умении пробудить вино к жизни. Лишь тогда, когда сомелье сможет открыть другим язык общения с вином, напиток становится великим, а сомелье — гениальным».

## Аксессуары сомелье

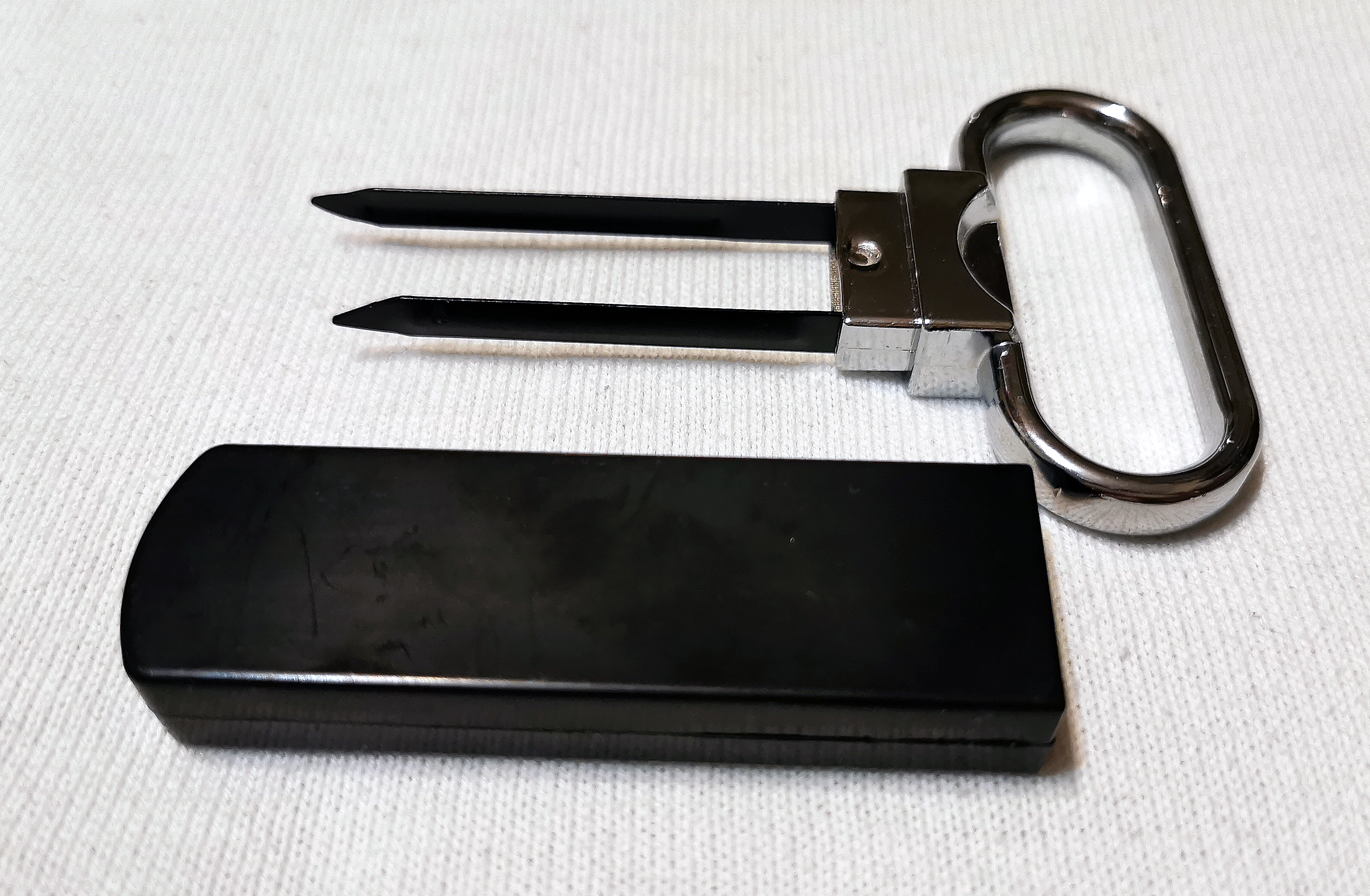
Экстрактор для старых пробок — «штопор дворецкого»

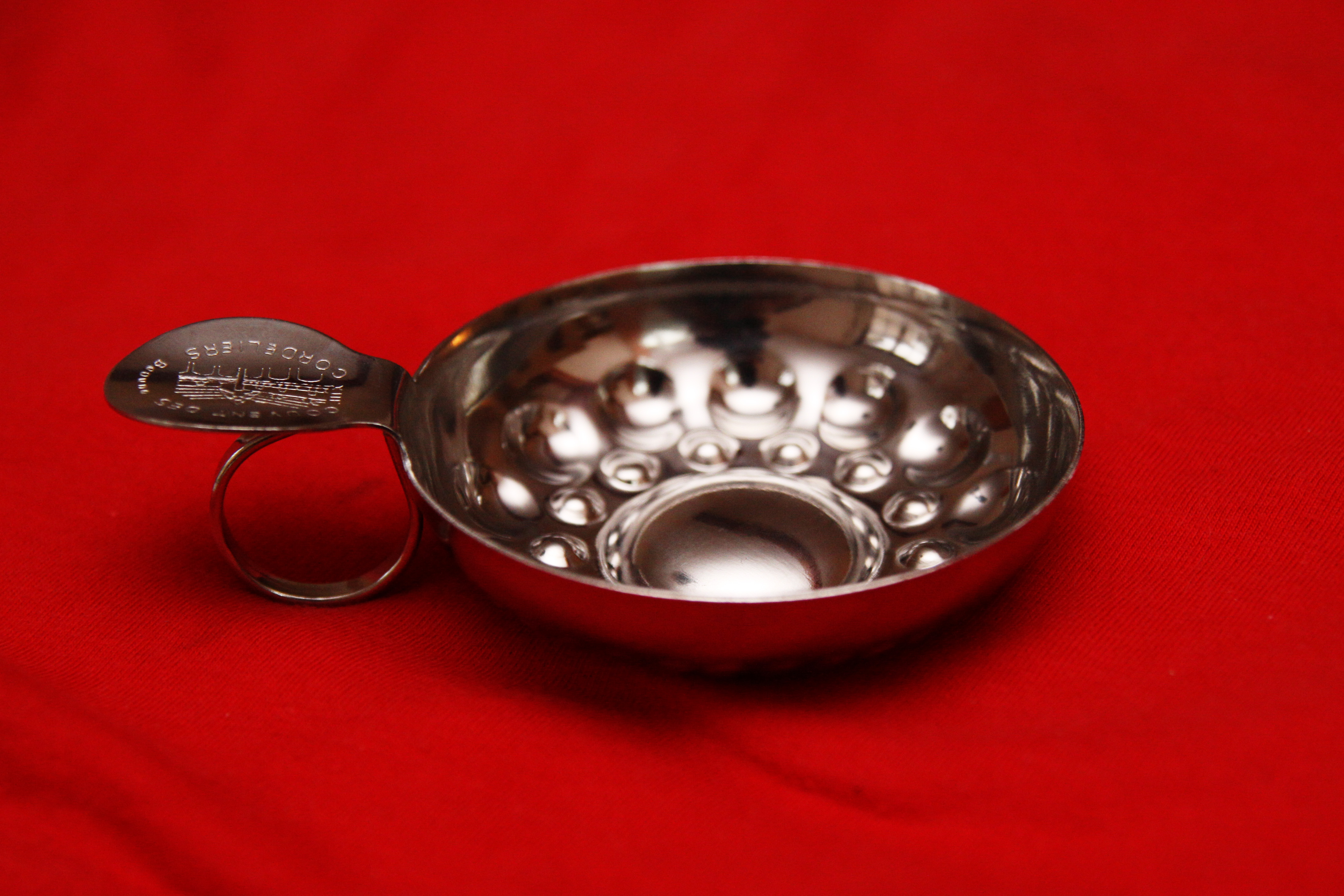
Тастевин

Для сервировки вина́ сомелье использует ряд аксессуаров:
- Нож сомелье — складной штопор с выдвижным упором и миниатюрным ножом для снятия капсулы с бутылки.
- Экстрактор для старых пробок — одна из разновидностей откупоривающих устройств, известная также как «штопор дворецкого» или «цыганский штопор», предназначенный для бережного извлечения из бутылок старых и повреждённых пробок.
- Профессиональные бокалы. Используемые в ресторанах бокалы сделаны из прозрачного хрустального стекла, а их чаша сужается в верхней части. Это позволяет воспринимать цвет вина без искажений и более полно чувствовать аромат вина. Пионером в маркетинге бокалов, показавшим, как форма, размер и диаметр обода бокала влияют на субъективное восприятие вина является австрийский производитель Клаус Ридель. В 1950-х годах он изменил моду на стекло, начав выпуск гладких прозрачных бокалов без украшений на длинной тонкой ножке. Впоследствии Риделем были разработаны бокалы для вин из различных сортов винограда, разнообразных стилей вин и других напитков, включая бокалы для эспрессо и кока-колы[13].
- Декантер — специальный графин для переливания вина, который исторически использовался для снятия старых вин с осадка, а сейчас часто служит для насыщения вина кислородом (аэрации), и эстетизации подачи вина в ресторане.
- Историческим аксессуаром, символизирующим профессию сомелье, является тастевин (фр. tastevin) — миниатюрное серебряное блюдце на цепочке, которое носили на шее. При его помощи сомелье пробовал вино перед подачей. Сейчас для этих целей используют обычный бокал.

## Организации сомелье
Международная ассоциация сомелье (Association de la Sommellerie Internationale), сокращенно ASI — некоммерческая организация, была основана в Реймсе (Франция) 3-4 июня 1969 года, объединившая существовавшие на тот момент национальные ассоциации сомелье. На данный момент членами ASI являются национальные ассоциации 60 стран, и еще 3 являются кандидатами на вступление. С 1969 года ASI с периодичностью в три года проводит конкурс на звание лучшего сомелье мира. Победителем первого конкурса в Брюсселе стал француз армянского происхождения Арман Мелконян. Кроме мирового, раз в три года проводятся континентальные конкурсы на обладание следующими титулами: лучшего сомелье Европы и Африки, лучшего сомелье Америки и лучшего сомелье Азии и Океании
Лучшие сомелье мира по версии ASI:
- 1992 — Филипп Фор-Брак, Франция;
- 1995 — Шинья Тасаки, Япония;
- 1998 — Маркус дель Монего, Германия;
- 2000 — Оливье Пуссе, Франция;
- 2004 — Энрико Бернардо, Италия;
- 2007 — Андреас Ларссон, Швеция;
- 2010 — Жерар Бассе, Великобритания;
- 2013 — Паоло Бассо, Швейцария;
- 2016 — Арвид Розенгрен, Швеция;
- 2019 — Марк Альмерт, Германия.

С 2012 года ASI проводит сертификацию сомелье под названием ASI Diploma. Сертификация включает в себя практические задания по сервису вина, теоретические тесты, слепую дегустацию вина и рекомендации по гастрономическим сочетаниям. Сертификация включает в себя следующие уровни:
- Gold Excellence: победители конкурса на звание лучшего сомелье мира;
- Gold Plus: победители континентальных конкурсов на звание лучшего сомелье Европы и Африки; Северной и Южной Америки; а также Азии и Океании;
- Gold: все сомелье, сдавшие экзамен с высоким баллом, достаточным для этого уровня;
- Silver: все сомелье, сдавшие экзамен;
- Bronze Excellence: сомелье, сдавшие экзамен на уровень Gold на своем родном языке (уровни Gold и Silver экзамен подразумевает владение минимум одним иностранным языком);
- Bronze: сомелье, сдавшие экзамен на уровень Silver на своем родном языке.

Российская ассоциация сомелье, сокращенно — РАС, с 1999 года РАС является единственной в России официально зарегистрированной некоммерческой организацией, являющейся членом Международной ассоциации сомелье. Ежегодно РАС проводит ряд мероприятий, как в Москве, так и в регионах. Партнёрами ассоциации являются ведущие отечественные и зарубежные производители и поставщики качественного вина и крепких алкогольных напитков, крупнейшие рестораны Москвы и регионов, члены ASI. Ежегодно проводится Всероссийский Конкурс на звание «Лучшего сомелье России», участниками которого становятся члены ассоциации со всей страны. Победители конкурса принимают участие в Международных конкурсах сомелье. В качестве жюри на конкурсах присутствует дирекция ASI, а также ведущие международные специалисты и именитые сомелье мира.

## Образование и сертификация
Если международная ассоциация сомелье (ASI) является некоммерческой организацией, которая стимулирует профессиональное развитие через участие в профессиональных конкурсах и соответствующую подготовку, существуют организации, которые специализируются на образовании и сертификации знаний специалистов в области вина. Двумя наиболее масштабными провайдерами международного образования в сфере вина являются Wine & Spirit Education Trust и Court of Master Sommelier.
Основанная в 1969 году в Лондоне Wine & Spirit Education Trust (WSET) является глобальной организацией, которая организует курсы и экзамены в области вина и спиртных напитков. Хотя WSET является частным образовательным учреждением, с 2001 года сертификация WSET официально признаётся правительством Великобритании. Сертификация WSET имеет следующие ступени (по возрастанию сложности):
- WSET level 1;
- WSET level 2;
- WSET level 3;
- WSET Diploma;
- Master of Wine.

На конец 2021 года высший титул Master of Wine имеют 496 человек во всём мире.
Court of Master Sommeliers, сокращенно CMS. Первый экзамен на мастера сомелье был проведён в Лондоне в 1969 году. В 1977 году был создан сам CMS, который выполняет роль руководящего органа по подготовке и проверке компетенции сомелье. Существуют три Court of Master Sommelier, которые проводят сертификацию по аналогичным стандартам, но при этом являются отдельными организациями: европейский CMS, CMS Северной и Южной Америки, и CMS Австралии и Новой Зеландии.
Сертификация CMS состоит из нескольких ступеней по возрастанию сложности:
- Introductory Sommelier;
- Certified Sommelier;
- Advanced Sommelier;
- Master Sommelier.

На конец 2021 года высший титул Master Sommelier имеют 269 человек во всём мире.
При общем престиже титулов Master of Wine и Master Sommelier между ними есть ключевое различие. Court of Master Sommeliers ориентирован на работников ресторанной сферы и подразумевает высокую степень владения практическими навыками по сервису вина в ресторане. WSET и Master of Wine ориентированы на более академичный подход, направленный на углублённое изучение теории виноградарства, виноделия, винного бизнеса и маркетинга.